# Zoboomafoo
Zoboomafoo é uma série de televisão infantil estadunidense-canadense que foi exibida originalmente pelo PBS de 25 de janeiro de 1999 a 21 de novembro de 2001, e no Canadá pela TVO. Ela ainda é exibida localmente nos Estados Unidos por syndication (dependendo da região). Um total de 65 episódios foram ao ar.
Criada pelos irmãos Kratt (Chris e Martin Kratt), a série apresenta um lêmure sifaka-de-coquerel (Propithecus coquereli) chamado Boomafoo, que é dublado originalmente pelo manipulador Gord Robertson (natural de Ottawa) e interpretado em live-action pelo sifaka Jovian. Também fazem parte do contexto vários animais convidados. Cada episódio começa com os irmãos Kratt no zoológico Boomafoo, um lugar peculiar no qual as regras da natureza mudam e os animais selvagens vêm visitar e brincar.
O programa foi exibido em vários países como Austrália, Espanha, Reino Unido, Irlanda, França, Alemanha, Portugal, Bélgica, Holanda, Oriente Médio, Índia, Sérvia, Montenegro, Bósnia-Herzegovina e Macedônia, além do Brasil e dos países hispanófonos. Em 10 de novembro de 2014, o lêmure Jovian morreu em sua casa no Duke Lemur Center, em Durham, Carolina do Norte, nos Estados Unidos, aos 20 anos de idade.

## Enredo e estrutura
Após a sua chegada na Conexão Animal, os irmãos Kratt (Chris e Martin Kratt) inclinam-se pela janela e chamam por Zoboomafoo (ou "Zoboo") (interpretado por Jovian), exibido em um segmento live-action, como um verdadeiro lêmure pulando em um campo para alcançá-los. Quando o lêmure chega à Conexão Animal, os irmãos Kratt lhe oferecem um lanche, geralmente algum alimento apropriado para os lêmures, como grão-de-bico, batata-doce ou fatias de manga, e então o verdadeiro lêmure arrota, exclamando "Desculpem!" e depois gira em torno de uma plataforma giratória, gritando: "Zoboomafoo-oo-oo-oo!" ponto em que ele se torna um fantoche de lêmure falante (dublado por Gord Robertson e no Brasil, por Mauro Eduardo Lima). Essa mudança permite ao Zoboomafoo liderar o segmento principal do episódio, que ele começa descrevendo um "Mangatsika!" (uma palavra em idioma malgaxe que literalmente significa "frio", mas usada na série para significar "Legal!") animal que ele viu como ele viajou para a Conexão Animal. Como ele descreve o animal, uma música é tocada perguntando "Quem pode ser?" enquanto um desenho animado mostra as características do "animal misterioso". No final da música, Chris e Martin tentam adivinhar o animal que Zoboomafoo descreveu e o mistério é resolvido quando o animal ou os animais chegam à Conexão Animal. Cada episódio tem um tema: por exemplo, animais filhotes, animais assustadores ou a importância das brincadeiras. A chegada do "animal misterioso", geralmente usada como exposição, leva Zoboomafoo, Chris e Martin a uma conversa sobre vários aspectos desse animal em particular. Pelo menos uma vez a cada episódio - às vezes duas vezes - Zoboomafoo diz que algo que aconteceu na Conexão Animal o lembra de algo na Zoboolândia, onde ele conta histórias sobre seus melhores amigos na Zoboolândia. Esses segmentos são animados, usando claymation e apresentam vozes distintas para cada personagem. Após a primeira história do Zobooland, Zoboomafoo, Chris e Martin recebem uma carta dos ajudantes animais (Jackie na primeira temporada), que mostra às crianças como ajudar os animais, levando Chris e Martin a visitarem criaturas relacionadas ao tema (sempre começa com uma música cantada por Zoboo). No final de cada episódio, Zoboomafoo e os irmãos cantam "Amigos Animais". Finalmente, Zoboo retorna para sua casa em Madagascar (com exceção de 3 episódios) Chris e Martin também saem da Conexão Animal para melhor demonstrar o tema do dia, viajando para uma região, muitas vezes no sul da Ásia ou na África, para visitar pessoalmente os animais lá. Antes dos créditos finais, as crianças mostram e contam sobre os animais de estimação que têm.

## Elenco e dublagem brasileira
- Chris Kratt - Sérgio Rufino
- Martin Kratt - Márcio Araújo
- Zoboo - Mauro Eduardo Lima
- Jackie - Jussara Marques

Estúdio: Tempo Filmes, São Paulo

## Episódios e exibição
A série teve 2 temporadas, tendo 40 episódios na primeira temporada e 25 episódios na segunda. A primeira temporada foi exibida originalmente em 25 de janeiro de 1999 e foi ao ar até 27 de abril do mesmo ano. Em 3 de outubro de 2000, estreou a segunda temporada da série, que ficou no ar até 21 de novembro de 2001.
No Brasil, a série foi exibida inicialmente pela Rede Record no programa Eliana & Alegria e mais tarde pela TV Cultura e pela TVE Brasil (atual TV Brasil) entre 11 de julho de 2005 e 02 de junho de 2006. A série voltou à grade de programação da TV Cultura em 05 de maio de 2008 e saindo novamente da programação da emissora em 03 de abril de 2009. Em Portugal, foi transmitida pela SIC e pela SIC K em 2009.

### Piadas recorrentes
A série também tem algumas formas de slapstick e comédia de situação. As piadas da série incluem Chris e Martin (e às vezes, Zoboomafoo) caindo em uma piscina, uma poça de lama e até mesmo no chão. A mais proeminente dessas piadas recorrentes, a piada do "closet", envolve um armário abarrotado que Chris e Martin abrem para coletar itens necessários para uma exploração. Enquanto Zoboomafoo canta uma canção sobre os preparativos dos irmãos para uma viagem, Chris e Martin abrem a porta e uma avalanche de itens e roupas cai sobre eles, derrubando-os e resultando em risos deles. Então eles saem da pilha de equipamentos, totalmente equipados para a viagem. Em um episódio, Chris e Martin abrem o armário, esperando ser enterrados sob seu conteúdo, apenas para encontrar um armário limpo e organizado. Uma forma de comédia slapstick mostrada na série é quando Zoboomafoo ou os irmãos são atingidos por itens voadores, como tortas, bolas e até mesmo fios jogados por animais. Além disso, pouco antes da viagem, há sempre um pássaro que voa para Animal Junction, fazendo Chris e Martin gritarem "Cuidado! Ataque!" Muitas vezes é um falcão-peregrino chamado Pegajoso ou uma coruja-das-neves chamada Cara de Lua. Os bordões de Zoboomafoo são "Mangatsika! (uma palavra malgaxe que significa "Legal!")" "Eu pretendia fazer isso!" "Eu não posso acreditar na minha mente!" "Eu estou satisfeito!" e "Hey! Hoo! Hubba hubba!"

### Ajudantes animais
Outro segmento da série apresenta um grupo de crianças conhecidas como Ajudantes Animais, que enviam mensagens para os irmãos Kratt na Conexão Animal através de uma série de pássaros: um urubu, uma coruja (chamada Cara de Lua), um falcão (chamado Tempestade de Areia), um falcão-peregrino (chamado Pegajoso), uma grande coruja-orelhuda (chamada Blink), um falcão (chamado Tempestade de Areia), uma águia-real (chamada Talon), um pato, uma coruja, um corvo e vários outros. As cartas levam a histórias curtas que ilustram as interações dos Ajudantes Animais com os animais em seu ambiente, realizando pequenas tarefas como colocar um filhote de pássaro de volta no ninho ou levar um bezerro de volta para uma vaca mãe. Samantha Tolkacz apareceu na série como Jackie desde sua estreia em 25 de janeiro de 1999 até 27 de abril de 1999, altura em que Genevieve Farrell substituiu-a, aparecendo como Amy no resto da série. Zoboomafoo também daria aos animais nomes interessantes que têm a ver com sua aparência, comportamento ou personalidade. Exemplos: Um bebê elefante indiano recebeu o nome de "Escova de Dentes" por causa de seu cabelo eriçado, duas preguiças foram chamadas "Lenta" e "Devagar" porque as preguiças são muito lentas, um cão recebeu o nome de "Achados e Perdidos" porque ele era um cachorro perdido quando era filhote, mas foi encontrado, entre outros nomes. Antes dos créditos de cada episódio, um aviso é mostrado dizendo aos telespectadores que eles devem ter cuidado com os animais que encontram. Então Chris e Martin mencionam fatos animais que levam Zoboomafoo a uma piada. Exemplo: "Toc Toc. Quem está aí? Pantera, Pantera, quem? Pantera sem calças, vou nadar!" O aviso e piada foram editados para exibições fora da PBS.

## Produção
Partes da série foram gravadas no Duke Lemur Center em Durham, na Carolina do Norte, Estados Unidos. Embora o último episódio tenha sido transmitido pela PBS em novembro de 2001, a maioria das emissoras da PBS continuou a exibir os episódios de Zoboomafoo em janeiro de 2004, e algumas estações da PBS ainda continuam transmitindo o programa. Além disso, o canal Sprout (atual Universal Kids) reprisou a série até julho de 2011.
Em 2003, os Irmãos Kratt começaram uma série de curta duração intitulada Be the Creature no National Geographic Channel, em seguida, produziram uma série de desenho animado chamada Wild Kratts, em janeiro de 2011, que atualmente vai ao ar na PBS e TVOntario, entre outros.
Jovian, um lêmure sifaka-de-coquerel em cativeiro, que vivia no Duke Lemur Center, interpretou Zoboomafoo nos segmentos live-action (junto com fantoches, que serviam como stand-in). Jovian morreu de insuficiência renal em sua casa aos 20 anos em 10 de novembro de 2014.

## Prêmios e indicações
Zoboomafoo recebeu o Emmy Awards de 2001 pela Direção Extraordinária em Série Infantil e o prêmio Parents' Choice Award para a Primavera de 2001 e o Parents' Choice Award de Prata para o Outono de 2001.